# NGC 2308
NGC 2308 في الفهرس العام الجديد، هي مجرة، تقع في كوكبة الوشق. اكتشفت في 13 يناير 1872 بواسطة إدوارد ستيفان.

## روابط خارجية
- NGC 2308 على موقع ويكي سكاي: DSS2, SDSS, GALEX, IRAS, Hydrogen α, X-Ray, Astrophoto, Sky Map, Articles and images